# 费尔佩茨
费尔佩茨，是匈牙利杰尔-莫雄-肖普朗州所辖的一个村。总面积22.47平方公里，总人口864，人口密度38.5人/平方公里（2011年1月1日）。